# Michał Zieliński (fotoreporter)
Michał Zieliński (ur. 1989 w Krakowie) – polski dziennikarz i fotograf.

## Życiorys
Studiował Dziennikarstwo i Komunikację Społeczną na Uniwersytecie Papieskim Jana Pawła II oraz Kulturoznawstwo Bliskowschodnie na Uniwersytecie Jagiellońskim. Wykładowca Akademii Fotografii w Krakowie. Od 2013 roku relacjonował konflikty w Palestynie, na Ukrainie, w Syrii oraz w Iraku. Fotografował misje humanitarne i medyczne na Bliskim Wschodzie, w Azji Południowo-Wschodniej i w Afryce. Publikował w takich czasopismach jak Tygodnik Powszechny, Wirtualna Polska, Wysokie Obcasy, Przekrój, National Geographic Polska oraz Polska Zbrojna.
Autor wystaw „Konflikt Wewnętrzny” (2016), „Kwiat Ar-Rakki” (2017) i „Erozja” (2020).
Jego wspomnienia ukazały się w formie wywiadu-rzeki w książce Honoraty Zapaśnik "Wojna jest zawsze przegrana. Polscy reporterzy wojenni opowiadają o tym, czego do tej pory nie ujawniali" (Wydawnictwo Otwarte).